# فروسنیم تترافلوئوروبورات
فروسنیم تترافلوئوروبورات (به انگلیسی: Ferrocenium tetrafluoroborate) با فرمول شیمیایی C۱۰H۱۰BFeF۴ یک ترکیب شیمیایی است. که جرم مولی آن ۲۷۲٫۸۴ g/mol می‌باشد. شکل ظاهری این ترکیب، پودر قهوه‌ای تیره است.